# Bagani
Bagani é uma telenovela filipina exibida pela ABS-CBN entre 5 de março e 17 de agosto de 2018, estrelada por Enrique Gil, Liza Soberano, Matteo Guidicelli, Sofia Andres e Makisig Morales

## Enredo
A novela gira em torno da luta e conflito de cinco grupos: Taga-Patag (agricultores), Taga-Laot (pescadores), Taga-Kalakal (comerciantes), Taga-Gubat (caçadores), Taga-Disyerto (guerreiros) em um mundo de fantasia chamado Sansinukob.

## Elenco
- Enrique Gil como Lakas (Taga-Disyerto)[2][3]
- Liza Soberano como Ganda (Taga-Patag)[4][5][6]
- Matteo Guidicelli como Lakam (Taga-Kalakal)[7][8]
- Sofia Andres como Mayari (Taga-Laot)[9][10]
- Makisig Morales[6] como Dumakulem (Taga-Gubat)[11][12]
- Zaijan Jaranilla como Liksi

## Exibição
| País/Região      | Emissora | Data de estréia    | Data de final        | Título |
| ---------------- | -------- | ------------------ | -------------------- | ------ |
| Filipinas        | ABS-CBN  | 5 de março de 2018 | 17 de agosto de 2018 | Bagani |
| Estados Unidos   | TFC      | março de 2018      | agosto de 2018       | Bagani |
| Canadá           | TFC      | março de 2018      | agosto de 2018       | Bagani |
| Japão            | TFC      | março de 2018      | agosto de 2018       | Bagani |
| Taiwan           | TFC      | março de 2018      | agosto de 2018       | Bagani |
| Hong Kong        | TFC      | março de 2018      | agosto de 2018       | Bagani |
| Malásia          | TFC      | março de 2018      | agosto de 2018       | Bagani |
| Indonésia        | TFC      | março de 2018      | agosto de 2018       | Bagani |
| Singapura        | TFC      | março de 2018      | agosto de 2018       | Bagani |
| Papua-Nova Guiné | TFC      | março de 2018      | agosto de 2018       | Bagani |
| Austrália        | TFC      | março de 2018      | agosto de 2018       | Bagani |
| Nova Zelândia    | TFC      | março de 2018      | agosto de 2018       | Bagani |
| Europa           | TFC      | março de 2018      | agosto de 2018       | Bagani |
| Médio Oriente    | TFC      | março de 2018      | agosto de 2018       | Bagani |